# 落語家の亭号一覧
落語家の亭号一覧（らくごかのていごういちらん）では、落語家の亭号を一覧に記す。亭号とは、落語家の芸名（高座名）のうち、苗字にあたる部分のこと。
入門した弟子は師匠の亭号をもらい、名の部分は自分個人のもの（師匠が命名する場合が多い）を名乗る。亭号を変えたり、昇進時に師匠と異なる亭号を名乗ったりすることもある。苗字ではないので、落語家に対して「桂さん」「立川さん」のように呼びかけたり表現したりすることはない。

## 歴史
江戸時代の烏亭焉馬（うてい えんば）が亭号を使った落語家の始まりだと考えられている。焉馬は歌舞伎役者の5代目市川團十郎とも親しかったことから團十郎をもじって談洲楼（だんしゅうろう）、さらに立川（たてかわ）など複数の名を名乗った（当時から團十郎は芸の格付けから人形浄瑠璃の紋下（櫓下）を除けば東都の最高峰であった）。
他に古い歴史を持ち、現在でも多くの落語家が使用している亭号・屋号には三笑亭、三遊亭、古今亭、金原亭などがある。また、桂は古くから上方の名だが、3代目の桂文治が江戸に下り初代桂文楽を名乗ってから江戸落語界にも定着したと言われている。
亭号・屋号は変化することもある。林家はもともと林屋と書いたが、1890年前後に5代目の林家正蔵によって「家」が使われるようになった。同じ様な形で、屋号などの読み方は変化せずに字のみが変わった例として、翁家（翁屋）・都家（都屋）・春雨や（春雨家）・三笑亭（山花亭）・笑福亭（松富久亭）・朝寝坊（朝寝房）・昔昔亭（昔々亭）・桃多楼（桃太楼）・橘家（立花屋・橘屋）・三升家（三升屋・三舛家）・雀家（寿々目屋・雀屋）・月の家（月廼家・月之家・月ノ家）・五街道（五海道・五海堂・五開堂）などがある。一方上方にも林屋の一派が存在していたが、江戸（東京）の林屋との混合を避けるためにかなり早い時期に林家になっていた。同じく上方には明治10年代ぐらいまで立川の一派が存在していたがこれは香川登志緒の説によると「たちかわ」と読ませていたという。亭号の変化に関する面白いエピソードとしては、3代目三遊亭小圓朝が戦時中に講談師6代目一龍斎貞山の薦めにより、船遊亭志ん橋の名跡を「国家存亡の危機時に船遊びはふさわしくない、国威発揚の意味からも勇ましく」という事で、亭号の字を変えて「船勇亭」志ん橋と改名して名乗った例が挙げられる。戦争が終わるとすぐに元の小圓朝に戻っている。
他にも、名跡が受け継がれる際に亭号が全く違うものに変えられることもある。麗々亭柳橋の名跡を6代目が襲名する際に亭号が春風亭に変えられたほか、船遊亭が入船亭に、三升亭が三升家に変わった例などがある。
通常、落語家は一度与えられた亭号（ほとんどが師匠と同じもの）をずっと名乗り続けるのが通例であり、亭号を変えるのは、二つ目や真打に昇進する際に由緒ある名跡を襲名する時か、破門・師匠の死去などの理由より他門下に移籍する時などしかない。
そのような事情がなく亭号が変えられた例として、明石家さんまは、笑福亭松之助に弟子入りしたときには「笑福亭さんま」を名乗っていたが、入門1年後から「明石家」の亭号で活動している。当時松之助は一門の弟子の亭号を「笑福亭」から自身の本名由来の「明石家」に変更させていた（明石家つる松、明石家小禄など）こともあり、松之助はさんま以降の入門弟子にも「明石家」の亭号を与えている。ちなみに、松之助の長男である明石家のんきは、落語家として活動を続けている。また、2020年には「なごや雷門」と通称された名古屋拠点の落語家4人が、東京で司馬派が使用して以来、約120年使用されず、中日ドラゴンズのイメージにも通じる「登龍亭」の亭号に目を付け「雷門」から「登龍亭」に亭号を変更している。
以下、太字はその亭号で活動している芸人（天狗連などアマチュアを除く）が現存している亭号を表す。

## あ行
- 明石家（あかしや） - 明石家のんき
- 朝寝坊（あさねぼう） - 朝寝坊むらく
- 足引（あしびき） - 足引清八
- 東亭（あずまてい） - 東亭鬼丸（初代三遊亭圓生）
- 東家（あずまや） - 東家清三郎（2代目鈴々舎馬風）
- 吾妻家（あずまや） - 吾妻家璃喜松（末廣家扇蝶）
- 天乃家（あまのや） - 天乃家白馬（現・金原亭生駒）
- 石井（いしい） - 石井宗叔
- 一輪亭（いちりんてい） - 一輪亭花咲
- 一品舎（いっぴんしゃ） - 一品舎黄猫（初代司馬龍斎）
- 田舎（いなか） - 田舎焉馬
- いなせ家（いなせや） - いなせ家半七
- 入舟（いりふね） - 入舟辰乃助
- 入船（いりふね） - 入船扇蔵
- 入船亭（いりふねてい） - 入船亭扇橋
- 浮世（うきよ） - 浮世戸平（9代目土橋亭里う馬）
- 浮世亭（うきよてい） - 浮世亭写楽（9代目三笑亭可楽）
- 宇治（うじ） - 宇治新口（2代目立川談志）
- 宇治川（うじがわ） - 宇治川馬黒（3代目金原亭馬生）
- 臼井（うすい） - 臼井杵蔵（三笑亭楽翁）
- うつしゑ（うつしえ） - うつしえ都楽
- 烏亭（うてい） - 烏亭焉馬
- 梅の家（うめのや） - 梅の家東司（玉の家梅翁）
- 雲龍亭(うんりゅうてい) - 雲龍亭雨花
- 英人（えいじん） - 英人ブラック（初代快楽亭ブラック）
- 英国屋（えいこくや） - 英国屋志笑（2代目快楽亭ブラック）
- 江戸家（えどや） - 江戸家はじめ（春風やなぎ）
- 艶文亭（えんぶんてい） - 艶文亭かしく（3代目笑福亭福松）
- 扇家（おうぎや） - 扇家圓三（橘家圓三）
- 鶯春亭（おうしゅんてい） - 鶯春亭梅橋
- 鶯遊亭（おうゆうてい） - 鶯遊亭梅橋
- 大隈（おおくま） - 大隈柳丈
- 翁坊（おきなぼう） - 翁坊楽丸
- 翁家（おきなや） - 翁家さん馬
- おきらく亭（おきらくてい） - おきらく亭はち好

## か行
- 快楽亭（かいらくてい） - 快楽亭ブラック
- 花翁亭（かおうてい） - 花翁亭扇馬
- 葛鹿（かつしか） - 葛鹿武左衛門（初代林屋正蔵）
- 桂（かつら） - 桂文治
- 勝羅（かつら） - 勝羅里寿
- 桂亭（かつらてい） - 桂亭米喬（7代目桂文治）
- 桂家（かつらや） - 桂家残月
- 嘉亭（かてい） - 嘉亭圓満
- 金原（かなはら） - 金原馬の助（8代目金原亭馬生）
- 金原野（かなはらの）- 金原野馬の助（6代目蝶花楼馬楽）
- 花坊（かぼう） - 花坊竹馬
- 上方ノ（かみがたの） - 上方ノ才六
- 上方の（かみがたの） - 上方の吾岳
- 雷門（かみなりもん）- 雷門助六
- 川上（かわかみ） - 川上秋月
- 川柳（かわやなぎ） - 川柳つくし
- 菅（かん） - 菅良助
- 騎江亭（きえてい） - 騎江亭芝楽（5代目柳亭左楽）
- 喜久亭（きくてい） - 喜久亭寿楽
- 狂言亭（きょうげんてい） - 狂言亭圓玉
- 曲亭（きょくてい） - 曲亭馬きん（7代目雷門助六）
- 金魚家（きんぎょや） - 金魚家錦魚（立川龍志）
- 金原亭（きんげんてい） - 金原亭馬生
- 錦笑亭（きんしょうてい）-錦笑亭満堂
- 禽語楼（きんごろう） - 禽語楼小さん（柳家禽語楼）
- 圭喜亭（けいきてい） - 圭喜亭文團治（3代目桂文團治）
- 乾坤坊（けんこんぼう） - 乾坤坊良斎（菅良助）
- 廣原舎（こうげんしゃ） - 廣原舎馬骨
- 向南亭（こうなんてい） - 向南亭扇橘（2代目林屋正蔵）
- 五街道（ごかいどう） - 五街道雲助
- 小金屋（こがねや） - 小金屋馬之助
- 湖月亭（こげつてい） - 湖月亭春橋（2代目林屋正蔵）
- 古今庵（ここんあん） - 古今庵雷門（3代目古今亭志ん生）
- 古今亭（ここんてい） - 古今亭志ん生
- 語笑亭（ごしょうてい）
- 語笑楽（ごしょうらく） - 語笑楽清我（3代目笑福亭松鶴）
- 五所の家（ごしょのや） - 五所の家小禄
- 御所の家（ごしょのや） - 御所の家小七
- 古松家（こまつや） - 古松家鶴輔（3代目松柳亭鶴枝）
- 五明楼（ごめいろう） - 五明楼玉輔
- 口渡り（こわたり） - 口渡り語助
- 古渡り（こわたり） - 古渡り語助

## さ行
- 西國坊（さいこくぼう） - 西國坊學丸（桂文雀）
- 斎藤（さいとう）- 斎藤太郎左衛門
- 桜川（さくらがわ）- 桜川慈悲成
- 桜家（さくらや）- 桜家花好（梅花楼寿鶴）
- 三光斎（さんこうさい） - 三光斎源吾（2代目桂文吾）
- 三笑亭（さんしょうてい） - 三笑亭可楽
- 山松亭（さんしょうてい） - 山松亭圓喬
- 山亭（さんてい） - 山亭馬久二（7代目土橋亭里う馬）
- 三遊（さんゆう） - 三遊一朝
- 三遊亭（さんゆうてい）
- 山遊亭（さんゆうてい） - 山遊亭金太郎
- 三友亭（さんゆうてい）
- 三和亭（さんわてい）- 三和亭桃昇（9代目司馬龍生）
- 鹿野（しかの） - 鹿野武左衛門
- 式亭（しきてい） - 式亭三馬
- 地獄亭（じごくてい） - 地獄亭圓魔（桂文慶）
- 自笑亭（じしょうてい） - 自笑亭里楽
- 舌切亭（したきりてい） - 舌切亭すずめ（桂文雀）
- 紫檀楼（したんろう） - 紫檀楼古喜
- 七昇亭（しちしょうてい） - 七昇亭花山文
- 七笑亭（しちしょうてい） - 七笑亭花山文（七昇亭花山文）
- 七升亭（しちますてい） - 七升亭花山文（七昇亭花山文）
- 司馬（しば） - 司馬龍生
- 芝川（しばかわ） - 芝川扇旭
- 芝楽亭（しばらくてい） - 芝楽亭慈悲成（桜川慈悲成）
- 島（しま） - 島一声（雷門小福）
- 秋亭（しゅうてい） - 秋亭菊枝（林屋正三）
- 秋風亭（しゅうふうてい） - 秋風亭米枝
- 祝々亭（しゅくしゅくてい） - 祝々亭舶伝
- 春夏亭（しゅんかてい）- 春夏亭草露
- 春錦亭（しゅんきんてい） - 春錦亭柳桜
- 春秋亭（しゅんじゅうてい） - 春秋亭草露（春夏亭草露）
- 春勢亭（しゅんせいてい） - 春勢亭柳好（春風亭柳好）
- 春亭（しゅんてい） - 春亭文枝（7代目三笑亭可楽）
- 春風（しゅんぷう）
- 春風舎（しゅんぷうしゃ） - 春風舎痴楽（5代目柳亭左楽）
- 春風亭（しゅんぷうてい） - 春風亭柳枝
- 春麗亭（しゅんれいてい） - 春麗亭柳花（春風亭柳花）
- 笑語楼（しょうごろう） - 笑語楼夢羅久
- 笑寿亭（しょうじゅてい）
- 猩々亭（しょうじょうてい） - 猩々亭左楽
- 松竹亭（しょうちくてい） - 松竹亭梅花（二世曽呂利新左衛門）
- 笑亭（しょうてい） - 笑亭桃朗（春風亭扇枝）
- 松竹楼（しょうちくろう） - 松竹楼梅橋
- 笑福亭（しょうふくてい） - 笑福亭松鶴
- 松柳亭（しょうりゅうてい） - 松柳亭鶴枝
- 松緑亭（しょうろくてい） - 松緑亭鶴枝
- 蜃気楼（しんきろう） - 蜃気楼龍玉
- 新吟亭（しんぎんてい） - 新吟亭年誌（3代目笑福亭圓笑）
- 新笑亭（しんしょうてい） - 新笑亭夢楽
- 信用亭（しんようてい） - 信用亭きん好
- 水魚亭（すいぎょてい） - 水魚亭魯石（石井宗寂）
- 末廣家（すえひろや） - 末廣家扇蝶
- 菅（すが） - 菅良助
- 寿司屋（すしや） - 寿司屋弥輔
- 鈴川（すずかわ） - 鈴川春五郎
- 鈴の家（すずのや） - 鈴の家馬勇
- 雀家（すずめや） - 雀家翫之助
- 雀々屋（すずめや） - 雀々屋翫之助（初代雀屋翫之助）
- 隅田川（すみだがわ） - 隅田川馬石
- 寿遊亭（じゅゆうてい） - 寿遊亭扇松
- 清風亭（せいふうてい） - 清風亭柳好
- 青陽舎（せいようしゃ） - 青陽舎寿暁（喜久亭寿暁）
- 昔昔亭（せきせきてい） - 昔昔亭桃太郎
- 昔々亭（せきせきてい） - 昔々亭慎太郎
- 扇水亭（せんすいてい） - 扇水亭錦魚
- 泉水亭（せんすいてい） - 泉水亭錦魚
- 浅草舎（せんそうしゃ） - 浅草舎馬道
- 浅草亭（せんそうてい） - 浅草亭馬道（9代目金原亭馬生）
- 全亭（ぜんてい） - 全亭武生
- 洗湯亭（せんゆてい） - 洗湯亭さん助（初代桂ざこば）
- 船遊亭（せんゆうてい） - 船遊亭扇橋
- 扇遊亭（せんゆうてい） - 扇遊亭金三（3代目三遊亭圓遊）
- 千羊舎（せんようしゃ） - 千羊舎万玉
- 川柳亭（せんりゅうてい） - 川柳亭かっぱ（全亭武生）
- 曽呂利（そろり） - 曽呂利新左衛門
- 惣領（そうりょう） - 惣領甚六
- 鼠遊亭（そゆうてい） - 鼠遊亭鉄扇

## た行
- 台所（だいどころ） - 台所おさん
- 大門亭（だいもんてい） - 大門亭大蝶
- 瀧川（たきがわ） - 瀧川鯉昇
- 瀧亭（たきてい） - 瀧亭鯉丈
- 竹の家（たけのや） - 竹の家龍生（8代目司馬龍生）
- 橘ノ（たちばなの） - 橘ノ圓
- 立花家'（たちばなや） - 立花家千橘
- 橘家（たちばなや） - 橘家圓蔵
- 立川（たてかわ） - 立川談志、立川ぜん馬
- 玉の家（たまのや） - 玉の家梅翁
- 玉屋（たまや） - 玉屋柳勢
- 談語楼（だんごろう） - 談語楼銀馬
- 談洲楼（だんしゅうろう） - 談洲楼燕枝
- 團洲楼（だんしゅうろう） - 團洲楼圓馬（三遊亭花圓遊）
- 團柳楼（だんりゅうろう） - 團柳楼燕枝（初代談洲楼燕枝）
- 竹林亭（ちくりんてい） - 竹林亭虎生（2代目三遊亭圓生）
- 忠犬亭（ちゅうけんてい） - 忠犬亭はち公（おきらく亭はち好）
- 蝶花楼（ちょうかろう） - 蝶花楼馬楽
- 銚優亭（ちょうゆうてい） - 銚優亭圓龍
- 千歳屋（ちとせや） - 千歳屋小さん（春風亭小さん）
- 珍蝶亭（ちんちょうてい） - 珍蝶亭夢楽
- 月亭（つきてい） - 月亭文都
- 月の家（つきのや） - 月の家圓鏡
- 月ノ家（つきのや） - 月ノ家圓鏡
- 月廼家（つきのや） - 月廼家圓鏡
- 佃家（つくだや） - 佃家白魚
- 露の（つゆの） - 露の五郎
- つるや - つるや萬助
- Tー（てぃー） - Tー遊方（月亭遊方）
- 鉄扇楼（てっせんろう） - 鉄扇楼鼠遊（桂文慶）
- 都川（とがわ） - 都川歌太郎（３代目柳家小さん）
- 桃月庵（とうげつあん） - 桃月庵白酒
- 桃源亭（とうげんてい） - 桃源亭さん生（初代桂小春団治）
- 桃寿庵（とうじゅあん） - 桃寿庵清翁坊（初代立川ぜん馬）
- 桃寿亭（とうじゅてい）
- 東生亭（とうしょうてい） - 東生亭世楽
- 登龍亭（とうりゅうてい） - 登龍亭獅篭
- 土橋亭（どきょうてい） - 土橋亭里う馬
- 徳永（とくなが） - 徳永里朝
- 都々一（どどいつ） - 都々一扇歌
- 都々一坊（どどいつぼう） - 都々一坊扇歌

## な行・は行
- 永瀬（ながせ） - 永瀬徳久（6代目朝寝坊むらく）
- 浪速（なにわ）- 浪速新内
- 波乗亭（なみのりてい）- 波乗亭米祐
- 人情亭（にんじょうてい） - 人情亭錦紅
- 梅花楼（ばいかろう）- 梅花楼寿鶴
- 梅松亭（ばいしょうてい） - 梅松亭竹寿
- 橋本（はしもと） - 橋本川柳（3代目三遊亭圓馬）、橋本円三（橘家圓三）
- 八光（はっこう）
- 八光亭（はっこうてい） - 八光亭春輔
- 八光堂（はっこうどう） - 八光堂春輔
- 初音家（はつねや） - 初音家左橋
- 華形家（はながたや） - 華形家八百八（6代目蝶花楼馬楽）
- はなし坊（はなしぼう） - はなし坊圓馬
- 花の家（はなのや） - 花の家蝶福（初代林家小染）
- はやし家（はやしや） - はやし家林蔵
- 林家（はやしや） - 林家正蔵
- 春風（はるかぜ） - 春風やなぎ
- 春か是（はるかぜ） - 春か是柳（春風やなぎ）
- 春柳（はるやなぎ） - 春柳小燕路（司馬龍生（浦島四郎））
- 春雨や（はるさめや） - 春雨や雷蔵
- 春の家（はるのや） - 春の家柳舛（俗に初代柳家つばめ）
- 坂東（ばんどう） - 坂東政吉
- 風来舎（ふうらいしゃ）
- 風雷舎（ふうらいしゃ） - 風雷舎金賀（3代目春風亭梅枝）
- 福の家（ふくのや） - 福の家宗太郎（5代目林家正三）
- 福寿庵（ふくじゅあん） - 福寿庵可重（4代目三笑亭可楽）
- 藤原（ふじわら） - 藤原年史（3代目笑福亭圓笑）
- 文の家（ふみのや） - 文の家かしく
- 舞遊亭（ぶゆうてい） - 舞遊亭扇蝶
- 古蔵（ふるぞう） - 古蔵宝輔（2代目桂枝太郎）
- 弁財亭（べんざいてい） - 弁財亭和泉
- 北山亭（ほくざんてい） - 北山亭メンソーレ

## ま行・や行
- 松田（まつだ） - 松田彌助
- 松葉亭（まつばてい） - 松葉亭祖楽（2代目菅良助）
- 萬笑亭（まんしょうてい） - 萬笑亭亀楽
- 萬文亭（まんぶんてい） - 萬文亭古扇（2代目鼠遊亭鉄扇）
- 三輪亭（みつわてい）
- 三和亭（みつわてい） - 三和亭桃柳（9代目司馬龍生）
- 三升（みます） - 三升紋弥
- 三升亭（みますてい） - 三升亭小勝
- 三升家（みますや） - 三升家勝次郎
- 都（みやこ） - 都喜蝶
- 都川（みやこがわ） - 都川歌太郎（3代目柳家小さん）
- 都家（みやこや） - 都家歌六
- むかし家（むかしや） - むかし家今松
- 夢月亭（むげつてい） - 夢月亭清麿
- 睦月家（むつきや） - 睦月家林蔵（後色物に転向し、紙切り初代林家正楽）
- 睦ノ（むつみの） - 睦ノ五郎（8代目雷門助六）
- 睦の（むつみの） - 睦の三郎
- 森乃（もりの） - 森乃福郎
- 桃多楼（ももたろう） - 桃多楼團語
- 柳川（やながわ） - 柳川どぜう（登龍亭幸福）
- 柳の（やなぎの） - 柳の小枝
- 柳乃（やなぎの） - 柳乃小枝
- 柳家（やなぎや） - 柳家小さん
- 遊船亭（ゆうせんてい） - 遊船亭志ん橋
- ゆかしや（ゆかしや） - ゆかしや文字助（桂文字助）
- 夢の家（ゆめのや） - 夢の家市兵衛（6代目立川談志）
- 横目家（よこめや） - 横目家助平
- 吉原（よしわら） - 吉原朝馬
- よたん坊（よたんぼう） - よたん坊ゆ又
- 米沢（よねざわ） - 米沢彦八

## ら行・わ行
- 鯉昇亭（りしょうてい）初代鯉昇亭栄橋
- 鯉遊亭（りゆうてい） - 鯉遊亭談志（3代目立川談志）
- 柳亭（りゅうてい） - 柳亭燕路
- 柳桜亭（りゅうおうてい）
- 柳花荘（りゅうかそう） - 柳花荘乱歩
- 流俗亭（りゅうぞくてい） - 流俗亭玖蝶、流俗亭珍重（初代朝寝坊夢羅久）
- 林々舎（りんりんしゃ） - 林々舎馬勇
- 麗香亭（れいかてい） - 麗香亭柳鳥（2代目麗々亭柳好）
- 鈴々舎（れいれいしゃ） - 鈴々舎馬風
- 麗々亭（れいれいてい） - 麗々亭柳好
- 鈴々轡（れいれいひ） - 鈴々轡馬勇（鈴の家馬勇）
- 連城亭（れんじょうてい） - 連城亭玉童（2代目五明楼玉輔）
- 若柳（わかやなぎ） - 若柳燕嬢

## その他・不明
- 青柳（あおやなぎ？） - 青柳華嬢
- 赤毛亭（あかげてい？） - 赤毛亭馬丈
- 旭家（あさひや？）- 旭家風樂
- 一月家（いちげつや？） - 一月家林蔵（橘家林喬）
- 一月亭（いちげつてい？）
- 海立亭（かいりってい？） - 海立亭龍門（桂藤龍）
- 雁の家（かりのや？） - 雁の家小さん（春風亭小さん）
- 木根亭（きねてい？）　- 木根亭山楽（春風亭柳賀）
- 九一軒（きゅういっけん？） - 九一軒林好
- 玉鱗庵（ぎょくりんあん？）玉鱗庵呑山（呑山老）
- 桂治亭（けいじてい？）
- 言成亭（げんせいてい？) - 言成亭長歌
- 古原亭（こげんてい） - 古原亭市馬
- 松葉亭（しょうようてい？）
- 如龍亭（じょりゅうてい？） - 如龍亭馬若
- 新古亭（しんこてい？）
- 上下亭（じょうかてい？) - 上下亭中也
- 立川（たちかわ？） - 立川三光（明治初期に断絶し空いたままになっている上方落語の亭号。江戸落語の亭号「立川」とは関係が無い。）
- 鷹亭（たかてい）- 鷹亭市樂
- 中橋連（ちゅうきょうれん？） - 中橋連芳丸（5代目三笑亭可楽）
- 鉄扇楼（てっせんろう？） - 鉄扇楼鼠遊（桂文慶）
- 吐月峯（とげつほう） - 吐月峯世楽
- 二月亭（にげつてい？）
- 梅亭（ばいてい？） - 梅亭金鵝
- 被告（ひこく） - 被告福田（2代目快楽亭ブラック）[注釈 2]
- 北桂舎（ほっけいしゃ？） - 北桂舎（亭号？名前？）
- 升々亭（ますますてい？）
- 萬笑亭（まんしょうてい？） - 萬笑亭亀楽、萬笑亭扇幸（初代五明楼玉輔）
- 三升堂（みますどう？） - 三升堂七十翁
- 白毛舎 - 白毛舎猿馬（三遊亭圓馬）
- 花林 - 初代花林花鏡